# Банту
Банту е наименование (етноним), отнасящо се до над 400 различни етнически групи в Африка, от Камерун до Южна Африка, обединени от общо езиково семейство – езиците банту, и в много случаи от общи обичаи.
Черните южноафриканци в различни времена са били официално наричани „банту“ от режима на апартейд. В наши дни в Южна Африка терминът „банту“ вече не се използва за хора. Най-разпространеният и учтив термин е „черни“ и на практика в законодателството и други документи южноафриканското правителство е заменило „банту“ с „черни“. В южноафрикански контекст терминът банту при описване на хора се смята за обиден заради връзката му с апартейда и лингвистичната му конотация е по-силна. Извън Южна Африка обаче той се използва широко за обозначаване на говорещите банту народи.

## История
Вилхелм Блек първи определя термина „банту“ в своята книга от 1862 г. „Сравнителна граматика на южноафриканските езици“. Той предлага хипотезата, че голям брой езици, разпръснати в централната, южна, източна и дори западна Африка, имат толкова много общи черти, че би трябвало да влизат в една езикова група. Тази основна теза се приема и днес, въпреки че от 1862 г. насам са настъпили много промени в детайлите на теорията.
Езиците банту са много тясно свързани за обширната територия, която покриват и това кара историците да вярват, че банту са започнали да доминират субекваториална Африка сравнително неотдавна и бързо. Смята се, че преди банту южната част на Африка е била населявана от хора, говорещи езици хойсан, които са изтласкани в безплодните райони около пустинята Калахари, и няколко изолирани места в Танзания. Изконни обитатели на Централна Африка са пигмеите. като Кушитски и афро-азиатски езикови групи също са изтласкани в други райони.
Има 2 основни теории за произхода на банту. Първата е предложена от Джоузеф Грийнбърг през 1963 г. Той е анализирал и сравнил няколкостотин африкански езика и видял, че езиците, говорени в Югоизточна Нигерия са най-тясно свързани с банту. Неговата теория е, че банту е един от тези езици, разпространил се на юг и изток в продължение на стотици години.
Тази теория бързо намерила възражение от Малкълм Гътри, който анализирал всеки банту език и видял, че най-стереотипни са говорените в Замбия и Южно Конго. Това води до алтернативната теория, че говорещите банту са се разпръснали от това място във всички посоки.
Днес приетата истина е синтез от 2-те теории. Банту първо са живеели в областта на реките Беню-Крос в Югоизточна Нигерия и са се разпръснали в Африка до района на Замбия. Някъде във второто хилядолетие пр.н.е., вероятно предизвикано от изсъхването на Сахара и натиска от миграцията на хора от Сахара към региона, те били принудени да се разселят в джунглите на Централна Африка (първа фаза). Около 1000 години по-късно започва по-бърза втора фаза на разселване отвъд горите в южна и Източна Африка. След това някъде през първото хилядолетие в Замбия са развити нови земеделски техники и растения, вероятно внесени от Югоизточна Азия през говорещия малайски Мадагаскар. С тези техники започва нова експанзия на банту с център това място (трета фаза).
Към 1000 г. те са достигнали сегашно Зимбабве и Южна Африка. В Зимбабве е основана първата голяма империя в Южното полукълбо със столица Велико Зимбабве. Тя контролира търговските пътища от Южна Африка до северно от Замбези, търгувайки със злато, мед, скъпоценни камъни, кожи, слонова кост и метални произведения с арабските търговци от суахили областите. Към 14 – 15 век империята изразходва ресурсите си и се сгромолясва, като градът Велико Зимбабве е изоставен.

## Банту в Южна Африка

### История
Когато Ян ван Рибек обикаля крайбрежието на Южна Африка през 1652 г., той намира много малко банту и преобладаващото местно население около нос нос „Добра надежда“ е от народността койсан. Европейските заселници, следващи Ван Рибек, предимно от Холандия, френски хугеноти и немски заселници, познати в миналото като бури (но най-често наричани днес африканери), пристигат в продължение на 100 години от средата на 18 век. Едва около 1770 г. бурите откриват банту. През 19 век между местните народи и белите заселници, тогава вече включващи и англичани, се водят много битки.
По времето, когато Велико Зимбабве е престанал да бъде столица на голяма търговска империя, народите банту са завършили колонизацията на Южна Африка, като само западната и северната област на нос Добра надежда не са били още покорени от тях. Развиват се 2 основни групи – нгуни (кхоса, зулу, свази), заели източните крайбрежни равнини, и сото-цвана, обитаващи вътрешното плато.
През късния 18 и ранния 19 век се случват 2 важни събития. Кхоса, най-южното племе, което постепенно мигрирало на югозапад, прави пръв нерешителен контакт с холандските трекбури, които постепенно се заселвали в североизточна посока от колонията на носа.
По същото време важни събития се случват по-северно в днешен Квазулу. По онова време областта е населена от десетки малки кланове, един от които е Зулу, тогава определено малък клан без някакво местно значение.
През 1816 г. Шака наследява зулуския трон. За 1 година побеждава съседните кланове и превръща Зулу в най-важния съюзник на големия клан Мтетва, който водел борба с клана Ндвандве за власт над северната част на днешния Квазулу-Натал.
Той започва и много военни, обществени, културни и политически реформи, създавайки добре организирана централизирана зулуска държава. Най-важните реформи са преобразуването на армията благодарение на новаторски тактики и оръжия, които той измислил, и конфронтация с духовните водачи, подрязване на крилата, ноктите и зъбите на шаманите, осигурявайки ефективно подчинението на „зулуската църква“ на държавата.
Друга важна реформа е интегрирането на победените кланове в Зулу на базата на пълно равенство, като повишенията в армията и държавните служби стават въпрос на заслуги, а не на потекло.
След смъртта на краля на Мтетва Дингисвайо около 1818 г. (в ръцете на краля Звидена Ндвандве) Шака приема водачеството на целия съюз на Мтетва. Под негово предводителство съюзът оцелява след първото нападение на Звиде в битката при хълма Гокли. След 2 години побеждава Звиде в битката при реката Мхлатузе и разбива съюза Ндвандве, като някои от участниците в него се обръщат в смъртоносна акция срещу други племена и родове нгуни, задвижвайки масово преселение (познато по-късно като Дифакане или Мфекане) на племена, бягащи от зулу. Към 1825 г. Шака завладява огромна империя, покриваща просторни земи от морето на изток до планините Дракенсберг на запад и от река Понголо на север до река Баши на юг, недалеч от днешния град Ийст Ландън.
Кумало – на зулу, познати в историята като матабеле, създават под водачеството на краля си Мзиликази дори по-голяма империя, включваща големи части от платото Хайфелд) и днешно Зимбабве.
Шака, който имал контакти с английски пътешественици, разбира, че белият човек е опасност за местното население и планира да започне интензивна образователна програма, за да помогне на нгуните да настигнат европейците. През 1828 г. обаче той е убит от полубрат си Дингане, който го наследява. Дингане бил слаб водач и е победен от бурите. При наследилия го Мпанде (друг полубрат) и неговия син Сечвайо зулусите успяват да отблъснат опитите на бурите да ги завладеят. Той нанася на британската армия най-тежката военна загуба, която тя някога е получавала от ръцете на неевропейска бойна сила, в битката при Исандълвана, с големи загуби за неговите импи, преди да се огъне под натиска на модерната европейска военна технология.

### Обществена организация
Банту са били разделени в различни кланове – не в национални федерации, а в независими групи от няколкостотин до няколко хиляди души.
Най-малката единица в организационната структура на банту е домакинството или крал, състоящо се от мъж, жена (или жени) и техните деца, както и други роднини, живеещи в същото домакинство. Мъжът е глава на домакинството и често има много жени, като държи пълната власт в семейството. Домакинството и близките въобще играят важна роля в живота на банту. Домакинствата, обитаващи една и съща долина или хълм, също образуват организационна единица, управлявана от под-вожд.
Вождът е наследствен. При повечето кланове най-възрастният син наследява позицията на баща си. При някои кланове позицията се наследява от най-стария брат на починалия вожд и след неговата смърт отново от следващия по възраст брат. Това се еповтаря до смъртта на последния брат. След това е най-възрастният син на първия вожд, после поред най-възрастните синове на братята. Вождът е заобиколен от няколко доверени приятели или съветници, обикновено роднини като чичовци и братя, а не влиятелни старейшини или лични приятели. Степента на демокрация зависи от силата на вожда. Колкото по-мощен и влиятелен е един вожд, толкова по-малко е било влиянието на подчинените му хора. Въпреки че водачът има голяма власт, той не е над закона. Могъл е да бъде критикуван както от съветниците си, както и от останалите хора, и да му се търси отговорност.

### Етническо разделение
Банту са разделени в 4 основни групи: нгуни, сото, венда и шангана цонга, от които нгуни е най-голяма. Те са разделени по следния начин:
- нгуни
  - северни нгуни
    - свази
    - зулу

  - южни нгуни
    - мфенду
    - мпондо
    - мпондомисе
    - тембу
    - кхоса
- шангана цонга
- сото
  - басото (също: южни сото)
    - бакуна
    - батаунг
    - батлоква

  - северни сото
    - балобеду
    - педи

  - цвана (също: западни сото)
- венда
- лемба
- нгони

Обичайни сред 2-те могъщи групи на нгуни и сото са патрилинейните общности, с които водачите формират обществено-политически единици. Също така снабдяването с храна става чрез отглеждане и лов. Най-важните разлики са силно различаващите се езици, въпреки че и двата са диалекти на банту, както и различните типове поселения и взаимоотношения. При нгуните поселенията са широко разпръснати села, докато сото се заселват в градчета.

### Култура
Банту не са териториално ориентирани като европейците, а по-скоро групово. Докато разполагат с достатъчно земя, те имат само смътни понятия за граници. Границите са естествени образувания като реки или планини и по никакъв начин не са фиксирани.

### Снабдяване с храна
Снабдяването с храна при банту се ограничава предимно със земеделие и лов, като по принцип жените се занимават със земеделие, а мъжете – с лов. С изключение на цонга (и отчасти мпондо) риболовът е с изненадващо малко значение. Хранителният режим се състои от царевица, месо (предимно говеждо) и зеленчуци, както и мляко, вода и бира от зърнени култури (която в сравнение с европейската съдържа много малко количество алкохол).
Банту имат няколко табута по отношение на консумацията на месо. Не е разрешено яденето на месо от кучета, маймуни, крокодили и змии. Също така табу е и месото на някои птици като сови, гарвани и лешояди.
Всички племена банту по принцип имат ясно разграничение на задълженията между мъжете и жените.

### Типове жилища
Банту живеят в 2 различни типа колиби. Нгуните използват кошарообразна колиба – кръгла структура от дълги колове, покрита с трева. Колибите на сото, венда и шангана цонга са конични и цилиндрични. От вертикални стълбове се образува цилиндрична структура, която се измазва с кал и кравешки изпражнения. Покривът се изгражда от свързани заедно колове. Подът и на двата типа е утъпкана пръст.

### Религия
Магията заема основна роля във вярванията на банту. Те често виждат поява на душите на умрели предци в церемонии. Банту вярват в отделянето на духа от тялото след смъртта.